# Лэнгфелдер, Джим
Джим Лэнгфелдер (англ. Jim Langfelder; род. 16 января 1960, Спрингфилд) — американский государственный деятель. Мэр города Спрингфилда в штате Иллинойс, столицы штата и окружного центра округа Сангамон. До избрания мэром Спрингфилда занимал должность городского казначея в течение трёх сроков, с 2003 по 2015 год. Муниципальные учреждения в Иллинойсе являются беспартийными, однако Джим Лэнгфелдер член Демократической партии.

## Биография
Родился в 1960 году в семье Майдж и Осси Лэнгфелдер (который занимал должность мэра города с 1987 по 1995 год). Вырос в Спрингфилде, один из тринадцати детей в семье, посещал как государственные, так и частные школы. Затем обучался в Линкольн-Лэнде и Университете Иллинойса в Спрингфилде. После окончания колледжа занялся банковским делом, работая на нескольких должностях в National City Corporation в период с 1988 по 1998 год, а затем в качестве сотрудника по развитию бизнеса в Security Bank.
В 2003 году избран городским казначеем, одержав победу над бывшим членом законодательного собрания штата Гвен Клинглер.
В августе 2014 года официально объявил о выдвижении своей кандидатуры на должность мэра Спрингфилда, его конкурентами стали действующий мэр Майкл Хьюстон и аудитор Пол Палаццоло. Во время предвыборной кампании Джим Лэнгфелдер выступал за то, чтобы быть мэром для большинства, создание зоны бесплатного Wi-Fi в центре города, целевые сектора занятости, стимулирование реконструкции старых зданий в центре города, акцент на возобновляемые источники энергии в коммунальных службах, и помощь членам городского совета в создании индивидуальных проектов, которые могли бы стать частью плана города, и чтобы хотя бы один член его кабинета был афроамериканцем.
Выиграл февральские первичные выборы из пяти кандидатов, набрав 40 % голосов, и победил во втором туре выборов в апреле Пола Палаццоло, набрав 55 % голосов. Во время выборов получил одобрение Демократической партии округа Сангамон организации Старых кварталов Внутреннего города,, Журнала-регистра штата и местных профсоюзов, включая Совет по строительству и строительству Центрального Иллинойса, Совет по торговле и труду Центрального Иллинойса и Совет American Federation of State, County and Municipal Employees.
В 2019 году был избран на второй срок, победив республиканца Фрэнка Эдвардса.